# Čavoj
Čavoj (in ungherese Csavajó, in tedesco Sauershau) è un comune della Slovacchia facente parte del distretto di Prievidza, nella regione di Trenčín.
Fu menzionato per la prima volta in un documento storico nel 1364.